# Суп із локшиною та яловичиною
Суп із локшиною та яловичиною (англ. Beef noodle soup, кит.: 牛肉麵) — популярний китайський суп.

## Походження

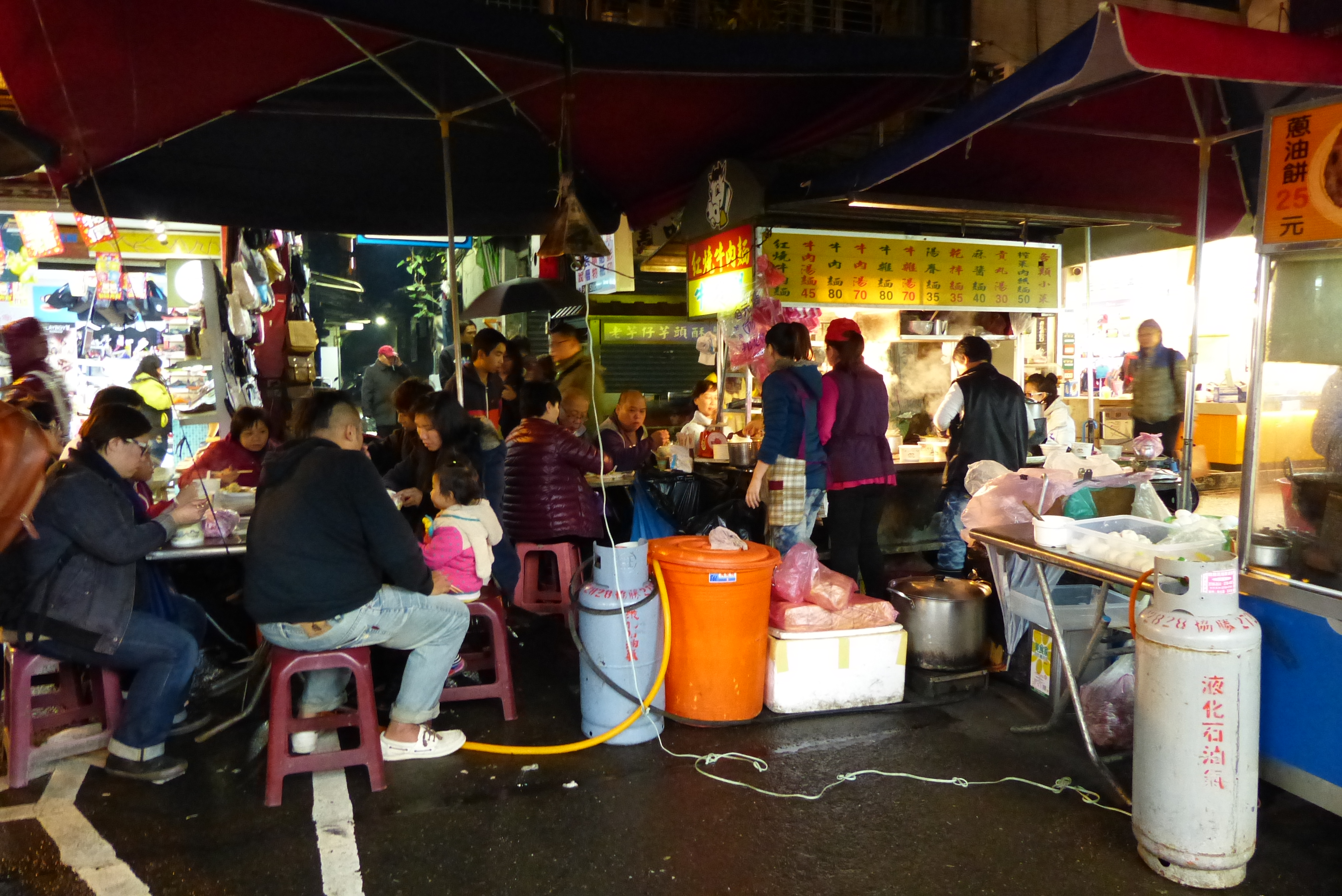
Продаж супу на вулиці

Створений народністю Хуейцзу у часи династії Тан. Наразі суп став фастфудом, розповсюджується мережами фастфудів на кшталт «Mr. Lee». У Тайвані вважається національною стравою. Щороку у столиці Тайбей проходить фестиваль супу з локшиною та яловичиною.

## Приготування
На пательні смажити часник, сичуанський гострий соєвий соус та червоний перець, після чого потрібно залити водою і прокип'ятить 5 хвилин. Через сито процідить у каструлю з порізаною яловичиною. Додати імбир, зелену цибулю і спеції. Варити до години.
Окремо приготувати локшину. Суп збирають перед вживанням — локшину заливають гарячим бульйоном і посипають зеленню.